# Sheff
Sheff (russe : Шеff), de son nom civil Vladislav Vadimovich Valov (né le 8 juillet 1971 à Donetsk, en URSS), est un rappeur russe, et l'un des membres du collectif de hip-hop Bad Balance.

## Biographie
À la fin de l'année 1985, lorsqu'il arrête de jouer au football à cause d'une blessure, Vlad se met à la recherche du monde de la musique. Son père lui achète un magnétophone Mayak et, grâce à ses amis et connaissances, il collectionne de nombreuses cassettes d'AC/DC, Duran Duran, Manfred Mann, Iron Maiden, Deep Purple et bien d'autres artistes de différents genres. Il met ensuite la main sur une cassette usée d'Afrika Bambaataa, et après l'avoir écoutée, il découvre un nouveau monde, celui du mouvement hip-hop.
En 1986, il s'intéresse à la breakdance après avoir vu à la télévision le documentaire Человек с Пятой авеню de Henry Borovik, qui présente un reportage de deux minutes sur les danseurs de rue à New York,. En juillet 1986, pendant les vacances d'été, Valov, âgé de 15 ans, se rend avec son ami d'école Sergei Menyakin à Moscou, où il fête son anniversaire et rencontre des breakdancers de Kiev et le danseur moscovite Alexander Nuzhdin,. De retour à Donetsk, Valov, Monya et deux autres camarades de classe forment le collectif Crew-Synchron (Vlad Valov, Sergey « Monya » Menyakin, « Volosya » et Dmitry Kovalyov).
En novembre 2020, Valov accorde une interview à l'émission Легенда sur RTVI, dans laquelle il explique comment la culture hip-hop est née en Russie. Le 18 décembre, Sheff sort un clip pour le morceau ы говорим, dans lequel la famille Valov joue le rôle principal. Le 15 mai, un clip du morceau Меня там нет! sort auquel le rappeur Oden participe.
Le 4 juin 2024, Sheff présente un clip pour la chanson titre de son futur album solo Ультразвуковой шквал. La vidéo est réalisée à l'aide de réseaux de neurones et sa production est réalisée par le réalisateur Oleg Stepchenko. Le 8 août 2024, Sheff sort son huitième album studio, Ультразвуковой шквал, composé de 16 titres. L'enregistrement de l'album mettait en vedette les rappeurs Gruviton (Indigo & Slavon), Simagon, DJ 108, Capa, ainsi que les artistes R&B Knara et Kuma. La musique de l'album est produite par Shooroop et Cruel Tool. Toutes les paroles de l'album sont écrites par Sheff, à l'exception des couplets invités.

## Discographie

### Albums studio
- 2000 : Имя Шеff[9],[10].
- 2003 : Мастер слога ломаного (CD Land Records/100Pro)[11]
- 2005 : Грация (100Pro)
- 2011 : Премиум (100Pro)
- 2017 : Гипноз (Союз/100Pro)
- 2018 :  Gangsta Jazz (100Pro)
- 2020 : Новая школа (100Pro)
- 2024 : Ультразвуковой шквал (100Pro)

### Compilations
- 2011 : Инструменталы (100Pro)
- 2017 : Greatest Hits Tape — Legend (Mixed by DJ Spot) (100Pro)
- 2018 : Gangsta Jazz Инструменталы (100Pro)